# G5 (internationell organisation)
G5 (fullständigt Group of Five) är en beteckning på de fem största industrialiserade ekonomierna, nämligen (i bokstavsordning) Frankrike, Japan, Storbritannien, Tyskland (tidigare Västtyskland) och USA.
Under 1980-talet övertog G5 successivt en del arbetsuppgifter från G7, som efter Rysslands inträde 1997 blev G8.
Den 22 september 1985 träffade G5-gruppen den så kallade Plazaöverenskommelsen, som syftade till att möta den amerikanska dollarns starka appreciering. I dag används fortfarande beteckningen G5 för de fem ekonomierna, men som formell organisation har den ersatts av G7.